# Біг-бенд
Біг-бенд (англ. big band — дослівно «великий колектив») — тип оркестру, що спеціалізується на виконанні переважно джазової музики і складається з двох груп — ритмічної та мелодичної (духової).

## Історичний начерк
Біг-бенд з'явився у 1920-х роках із зародженням джазу і набув великої популярності в 1930—1940-х роках в епоху свінґу. Зростання популярності танцювальних форм джазу, популярність великих танцювальних свят, балів, на яких грали біг бенди зумовили розширениння складів до декількох музикантів в кожній секції, що дозволяло досягати значної гучності звуку на великих танцювальних майданчиках.
Пізніше біг-бенди виконували джазову музику різних напрямків — таких, як, наприклад, кул-джаз (оркестр Джила Еванса) або ф'южн (оркестр Джако Пасторіуса). У СРСР з проникненням джазу в 1960-х роках з'являються оркестри подібного складу, що отримують назву естрадних. Репертуар сучасних біг-бендів може включати музику різних напрямків.

## Інструментовка та склад оркестру
Як правило, музика для біг-бендів є детально аранжованою, що залишає менше свободи для джазових солістів, на противагу малих джазових колективів, де більшу роль відіграє імпровізація. В епоху фрі-джазу існували також біг-бенди, що не користувалися нотованим записом (наприклад Sun Ra Arkestra, Art Ensemble of Chicago).
Біг-бенд ніколи не мав зафіксованого інструментального складу. Як правило, їх кількість варіювалась від 10 до 17 (іноді більше). Класичний склад біг-бенду — ритмічна секція (ударні, фортепіано, контрабас, гітара) і секція духових (іноді називають мелодична секція), що поділяється на підсекції труб, тромбонів та саксофонів.
Духова група біг-бенду як правило включає:
- 5 саксофонів — 2 альта, 2 тенора, баритон. Кожен з саксофонів грає окрему партію. Лідером групи скасофонів є перший саксофоніст, що грає на альт-саксофоні.
- 4 труби, кожен трубач грає окрему партію. Лідером групи труб є перший трубач, що грає найвищі ноти та найскладінші пасажи.
- 4 тромбони — 3 тромбона та 1 бас-тромбон. Аналогічна групам труб.

У сучасному джазі застосовуються й інші духові інструменти — як дерев'яні (головним чином флейти та кларнети), так і мідні (флюгельгорни й туби). Також можуть застосовуватись вібрафон та струнні інструменти (т. зв. симфо-джаз).
Ритмічна група біг-бенду включає:
- контрабас (або бас-гітару), що звичайно грає безперервно чвертками на 4/4. Басист задає біт та гармонічну основу.
- фортепіано — в залежності від стилю, піаніст може грати окремі акценти, контрапункти, сольні фрагменти тощо.
- гітару — гітарист у біг-бенді як правило грає простий ритм на 4/4, сольні епізоди вживаються рідко.
- ударні інструменти — використовується ударна установка. Функцією ударних є підтримка свінгового ритму на райд-тарілці або хай-хеті, а також окремі збивки та акценти (застосовують барабани, том-томи, креш-тарілки та інші).

Традиційно під час виступу на естраді оркестр розміщується так: перший ряд — скасофони, потім тромбони, а за ними — труби. Праворуч або ліворуч знаходиться ритмічна група. Інколи оркестр розташовують інакше: саксофони сидять з одного боку, а мідні — з іншому. У будь-якому випадку виконавець першої партії повинен сидіти в центрі групи.

## Ознаки зрілості джазового оркестру
Серед найхарактерніших елементів, наявність яких вважається ознакою зрілості джазових оркестрів, дослідники відзначають:
- точність у вступах і фразуванні;
- звукове вирівнювання;
- чистоту інтонації;
- широкий динамічний діапазон.